# Gruzak bukowokorowy
Gruzak bukowokorowy (Diatrype decorticata (Pers.) Rappaz) – gatunek grzybów z rodziny Diatrypaceae.

## Systematyka i nazewnictwo
Pozycja w klasyfikacji według Index Fungorum: Diatrypaceae, Xylariales, Xylariomycetidae, Sordariomycetes, Pezizomycotina, Ascomycota, Fungi.
Po raz pierwszy takson ten zdiagnozował w 1801 r. Christiaan Hendrik Persoon, nadając mu nazwę Sphaeria stigma var. decorticata Pers. Obecną, uznaną przez Index Fungorum nazwę nadał mu w roku 1987 François Rappaz. Synonimy:
- Diatrype stigma var. decorticata (Pers.) Fr. 1849
- Sphaeria stigma var. decorticata Pers. 1801

Polską nazwę zarekomendowała w 2025 roku Komisja ds. Polskiego Nazewnictwa Grzybów Polskiego Towarzystwa Mykologicznego.

## Morfologia
Podkładki o barwie od czerwonawobrązowej do czarnej. Na martwym drewnie tworzy ściśle przylegającą, rozpostartą, cienką i nieco wypukłą skorupę z głębokimi poprzecznymi szczelinami. Ma ona grubość 2–3 mm, niski brzeg, płaską powierzchnię i zaokrąglone naroża. Ektostroma czarna, endostroma białokremowa. Ostiole wystające, tarczowate lub krzyżowe. Worki 20–40 pm z szypułką do 70 µm długości i aparatem apikalnym. Askospory kiełbaskowate, 7–9 (–10) × 1,2–1,5 tarczowate, płaskie z 4–6 bruzdkami. Wewnętrzna część podkładek (endostroma) jest kremowobiała. Worki o wymiarach 32–50 × 4–6 µm, askospory kiełbaskowate, 7–9 (–10) × 1,2–1,5 µm.

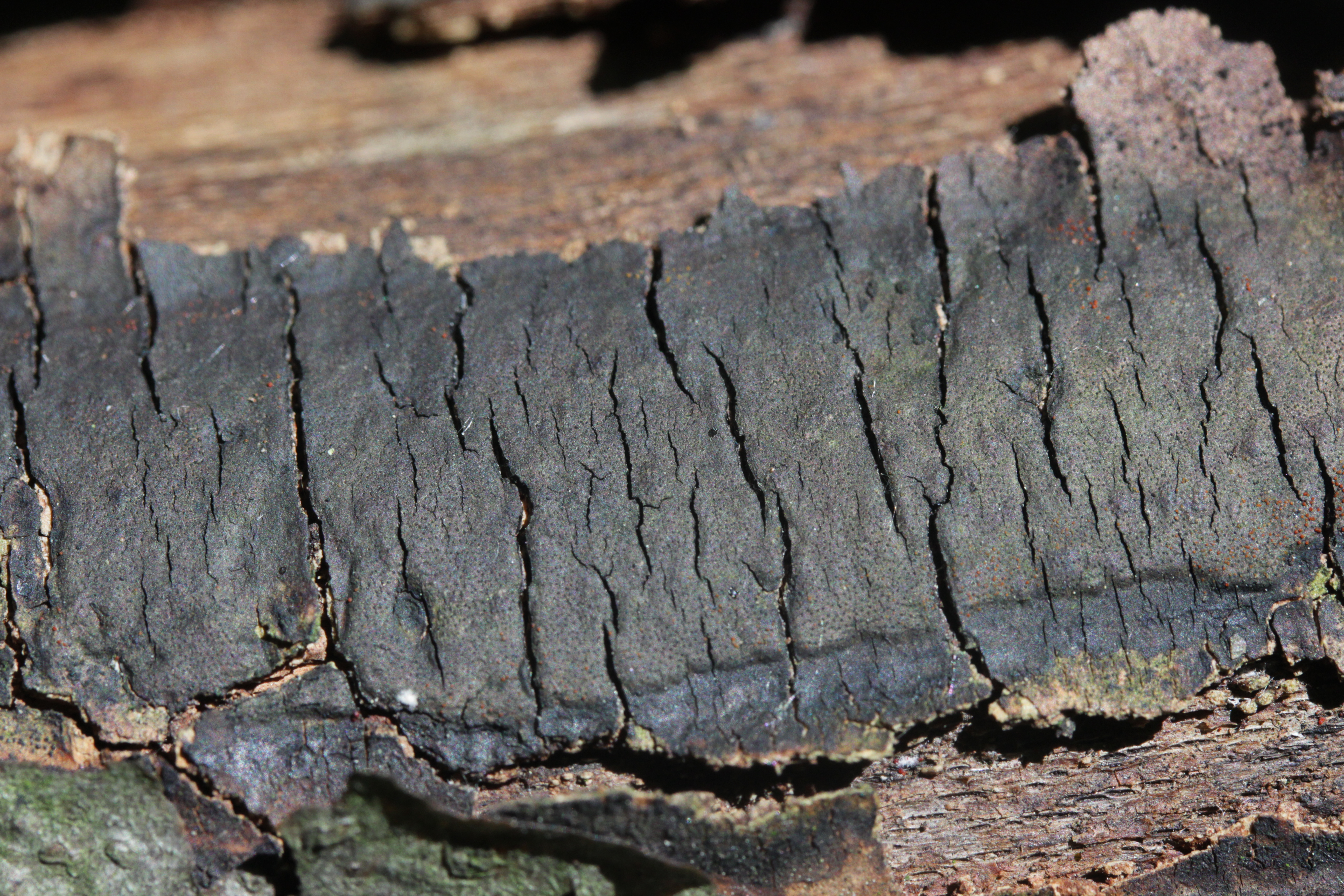
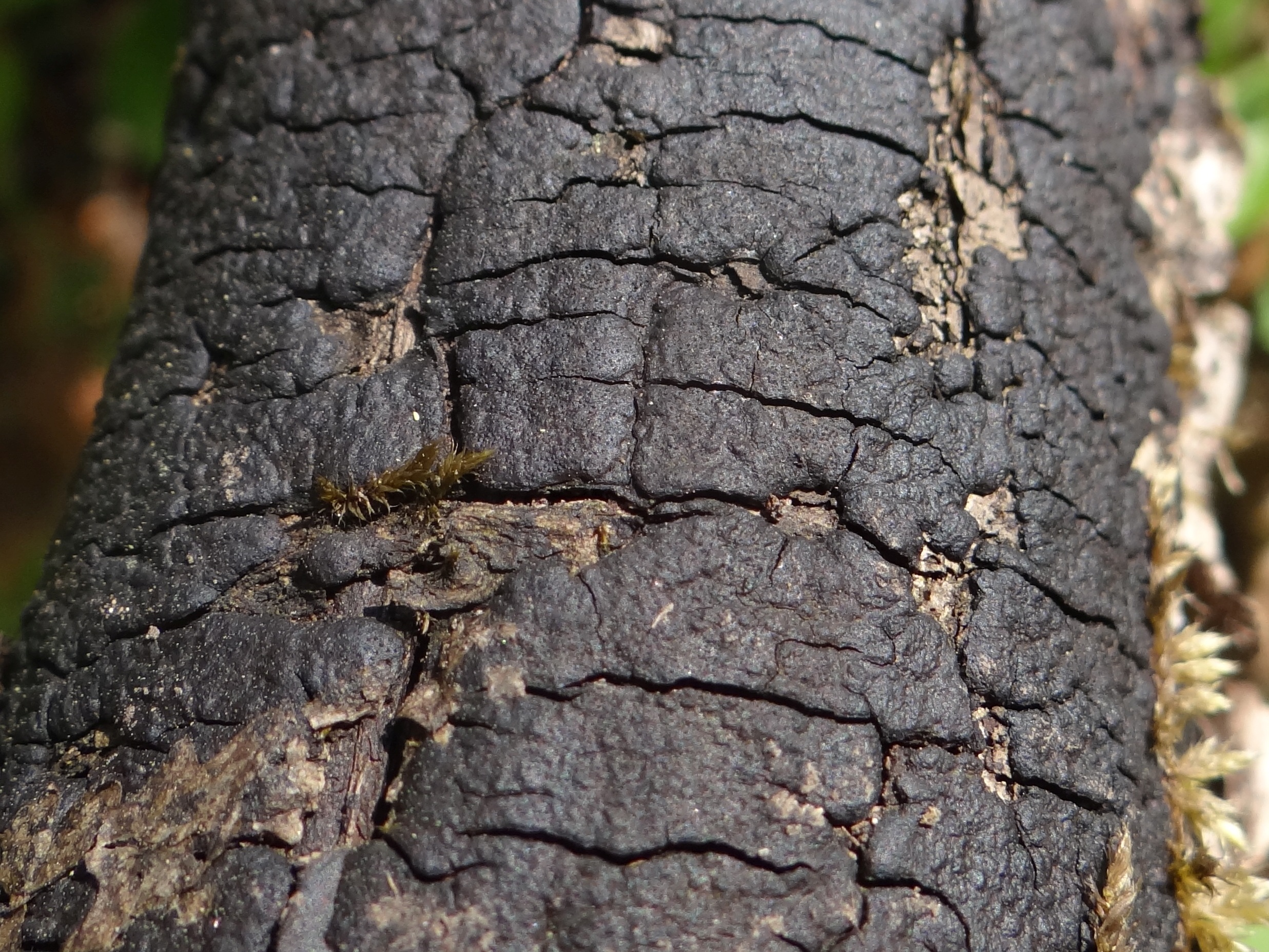
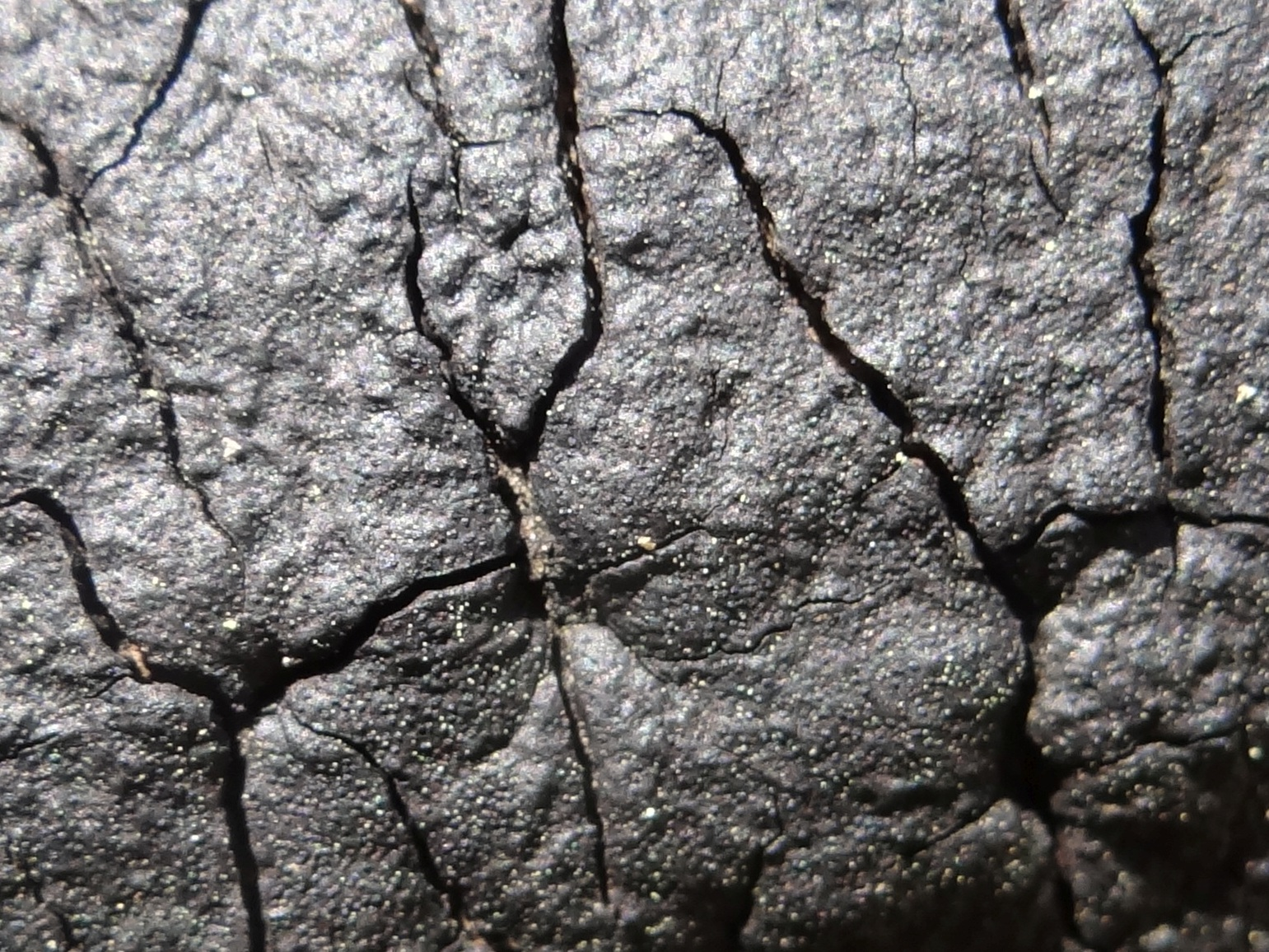
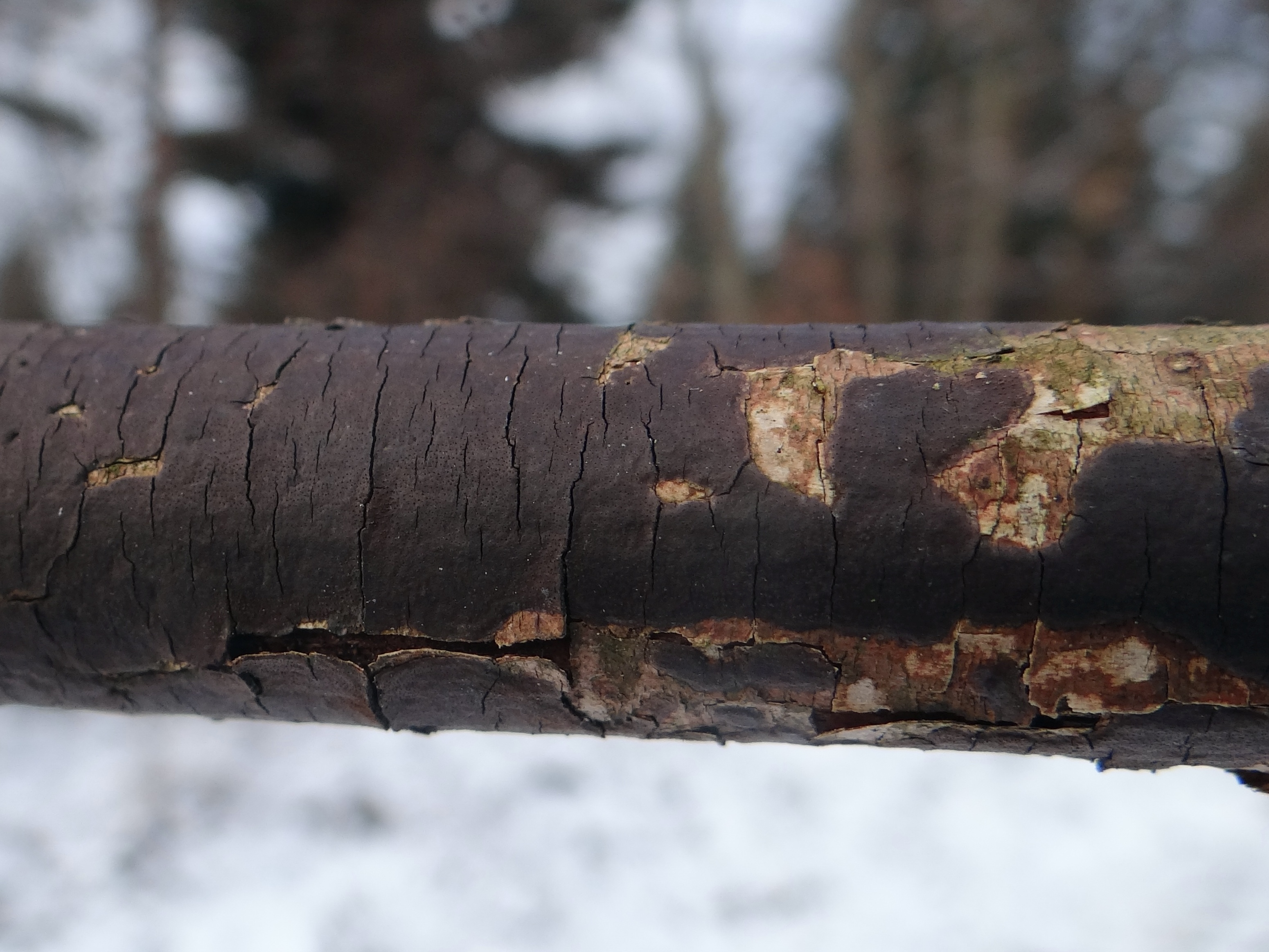

## Występowanie i gatunki podobne
Diatrype decorticata to saprotrof występujący ma martwych gałązkach, gałęziach i pniach drzew liściastych. W Polsce notowany na jaworze (Acer platanoides), grabie pospolitym (Carpinus betulus), leszczynie pospolitej (Corylus avellana) i buku zwyczajnym (Fagus sylvatica), na Czechach także na dereniu świdwie (Cornus sanguinea) i tarninie (Prunus spinosa). Często bywa błędnie rozpoznawany jako gruzak brzozowy (Diatrype stigma). W Polsce podano co najmniej 10 stanowisk, liczne z nich właśnie jako Diatrype stigma. Andrzej Chlebicki podaje, że jednym z kryterium odróżniania tych gatunków jest gatunek żywiciela. D. decorticata często występuje na bukach, natomiast D. stigma bardzo rzadko. A. Chlebickiemu, który wymienia liczne stanowiska D. decorticata w Czechach, znany jest tylko jeden przypadek wystąpienia tego gatunku na buku.